# Guerras del Bacalao
Se conoce como Guerras del Bacalao (en islandés: Þorskastríðin; en inglés: Cod Wars) a la serie de luchas principalmente entre Islandia y el Reino Unido por los derechos de pesca, la preservación ambiental y la protección de su economía en el Atlántico Norte desde los años 1950 hasta los años 1970.

## Primera guerra del Bacalao
La primera guerra del bacalao tuvo lugar en 1958, cuando Islandia amplió de forma unilateral sus límites jurisdiccionales pesqueros en ocho millas náuticas, pasando de las cuatro que tenía entonces a las doce millas náuticas.
Los británicos no tardaron en protestar por aquella situación, que consideraban un atentado contra su integridad y su sector pesquero.
Islandia tiene unos caladeros que se sitúan entre los más ricos del mundo. La razón es que ahí confluyen las corrientes cálidas del Atlántico centro con las corrientes frías que bajan, precisamente por su temperatura, desde las costas polares nórdicas, en una especie de corriente de convección. Este hecho provoca un choque de aguas a diferente temperatura que origina una cantidad descomunal de oxígeno, caldo de cultivo éste para la existencia del plancton marino, que a su vez es el principal alimento de muchas especies marinas.
Debido a esto, la ampliación de los límites pesqueros soberanos por parte de Islandia desembocó en el inicio de este conflicto internacional. La razón de su nombre fue que el bacalao es la principal especie por las que ambas flotas pesqueras faenaban en esos caladeros.
La situación se calmó debido a que, en realidad, la ampliación tampoco limitaba en gran medida las faenas de los pesqueros británicos por lo que, en un primer momento, los británicos aceptaron las imposiciones islandesas.

## Segunda Guerra del Bacalao
En 1972, catorce años después del primer suceso, los islandeses, presionados por la merma de los recursos pesqueros y de sus caladeros, decidieron unilateralmente volver a ampliar sus límites jurisdiccionales pesqueros hasta las 50 millas náuticas, con lo que se generó un conflicto de mayores dimensiones.
Pese a la adversidad, los británicos lograron presionar diplomáticamente a los islandeses para que concedieran la entrada de sus pesqueros dentro de sus límites, en zonas concretas y bajo la promesa de no superar la cifra de capturas anuales de 130 000 t de bacalao. Dicho acuerdo tuvo una vigencia de dos años.

## Tercera Guerra del Bacalao
Durante 1974, los ricos caladeros islandeses ya empezaban a sufrir una importante merma. A ello había que sumarle que la economía islandesea era, por aquel entonces, extremadamente dependiente del sector pesquero. En la actualidad lo sigue siendo, pero en menor medida. Estos factores provocaron que los islandeses rompieran el acuerdo firmado con los británicos dos años antes. 
En 1975, Islandia fijó unos límites jurisdiccionales pesqueros de exclusión de 200 millas náuticas. Tras el anuncio desplegó seis barcos guardacostas y dos patrulleros de la policía. Sin embargo, los pesqueros británicos habían recibido permiso por parte de su gobierno de faenar dentro de ese límite. Los islandeses optaron por romper las redes de pesca, tanto por parte de las autoridades como por parte de los propios pesqueros islandeses. El Reino Unido envió veintidós fragatas de guerra que tenían la misión de proteger a sus cuarenta pesqueros mientras faenaban. Durante las incursiones pesqueras británicas dentro de los límites marcados por los islandeses, hubo otros altercados entre guardacostas islandeses y fragatas británicas.
El argumento islandés se vio reforzado por la celebración de una conferencia extraordinaria por parte de las Naciones Unidas con objeto de revisar las Leyes del Mar y de intentar poner fin al conflicto que se había desatado. La conferencia concluyó dando su apoyo a la política de ampliación de límites llevada a cabo por parte de Islandia.
Hubo un factor importante que jugó a favor de Islandia. En plena guerra fría, la base militar de Keflavík, ocupada por la OTAN, era un emplazamiento estratégico para controlar el tráfico de submarinos nucleares soviéticos en el Atlántico Norte. Islandia clausuró la base hasta que no se resolviera el altercado. La presión internacional en contra de los británicos fue notable.

## Resultado
Las guerras terminaron el 2 de julio de 1976 con la aceptación británica de las condiciones impuestas. Con ellas, se redujo el número de pesqueros británicos autorizados en los caladeros islandeses a un máximo de veinticuatro y un límite de capturas anuales de 50 000 t, casi una tercera parte de lo que venían capturando hasta entonces.
La zona económica exclusiva de 200 millas náuticas fue reconocida internacionalmente el 14 de noviembre de 1994, luego de ser acordadas en la tercera conferencia de la Convención de las Naciones Unidas sobre el Derecho del mar en 1982.

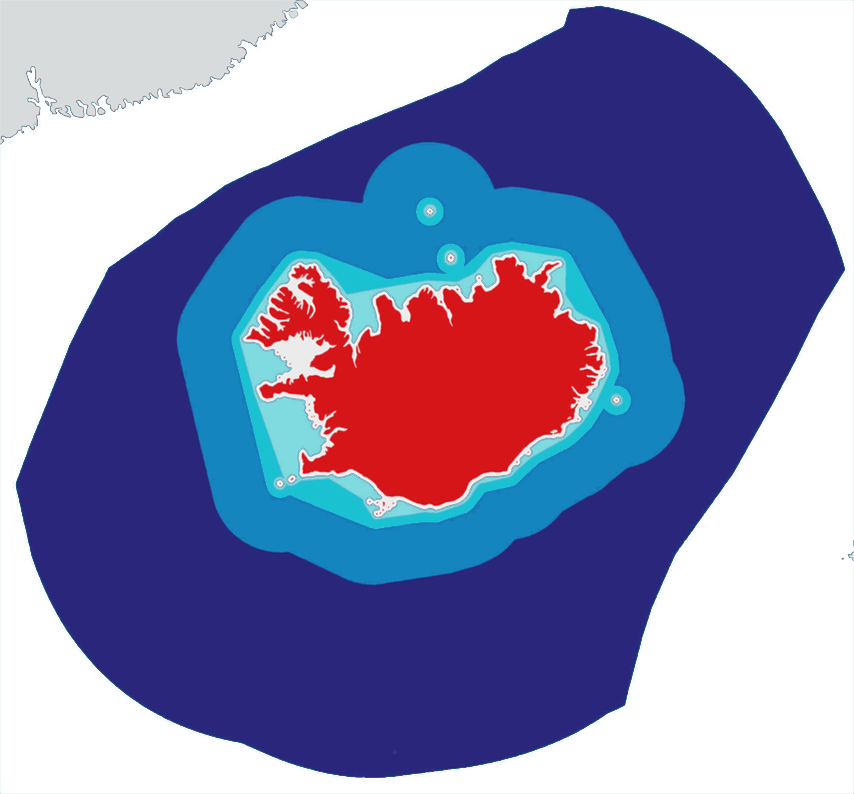
Expansión de la zona económica exclusiva de Islandia.
Límite fijado por Islandia en la tercera guerra del bacalao.